# Murazzi

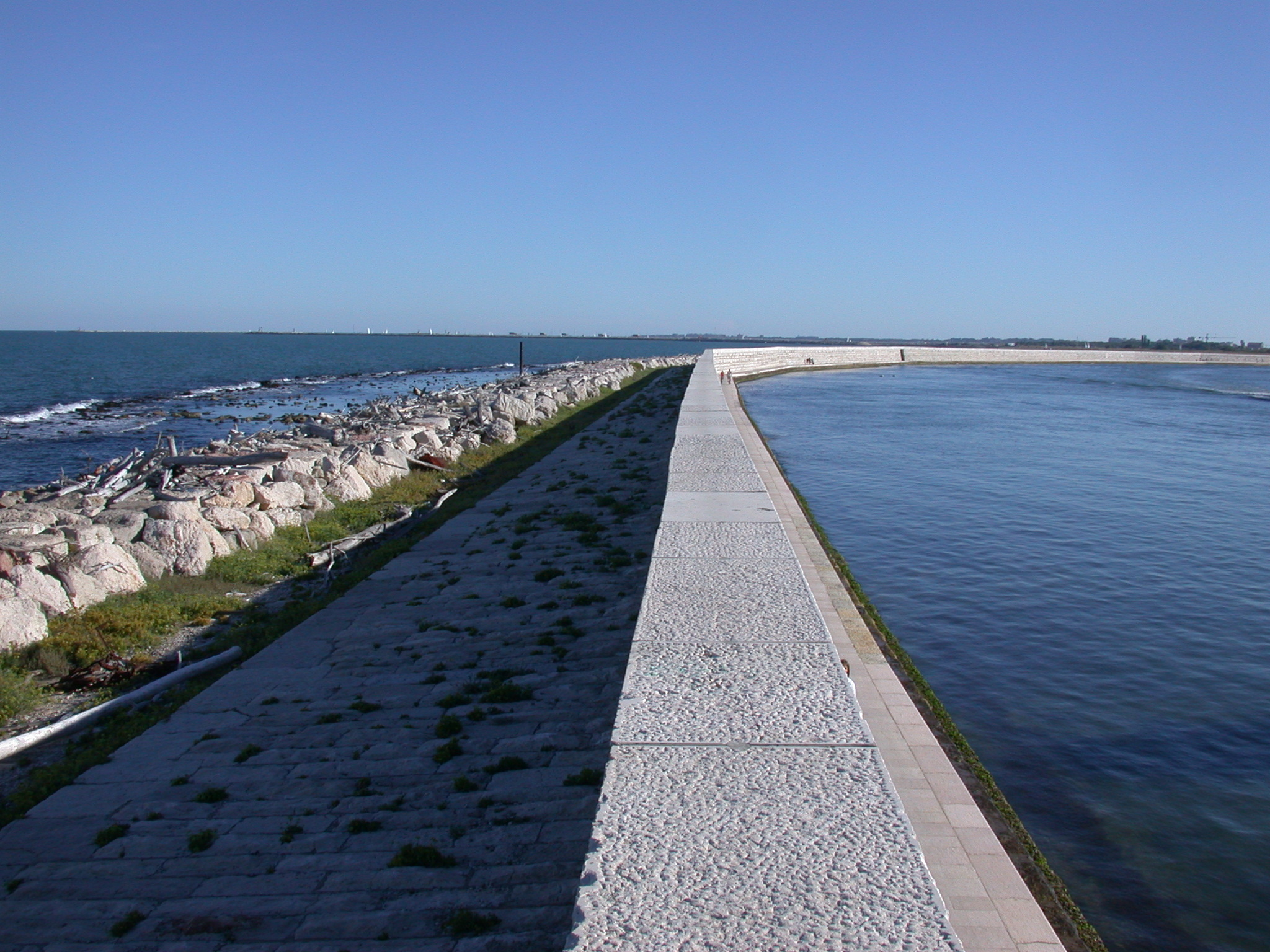
Die Murazzi zwischen Pellestrina und Ottagono Ca’ Roman, links die Adria, rechts die Lagune

Die Murazzi sind ein aus istrischem Marmor erbautes Verteidigungsbauwerk der Republik Venedig, das zugleich dem Schutz der Lagune vor Erosion diente. Dieses Riesenbauwerk entstand zwischen  1744 und 1782.

## Lage
Die drei Hauptabschnitte verteilen sich auf Lido – beginnend bei der Ca’ Bianca erstreckt sich der erste Abschnitt bis in die Nähe von Alberoni – auf Pellestrina – beginnend bei Santa Maria del Mare erstreckt sich der zweite Abschnitt über rund 10 km bis zur Ca’ Roman und um Sottomarina. Der dritte Abschnitt erstreckt sich von der Forte San Felice über mehr als 1,2 km bis nach Sottomarina Vecchia. Weitere 570 m dieses letzten Abschnitts sind fast verschwunden. Befestigungsanlagen wie das Del Buon Castello dienten zur Verteidigung der Mauer.

## Geschichte

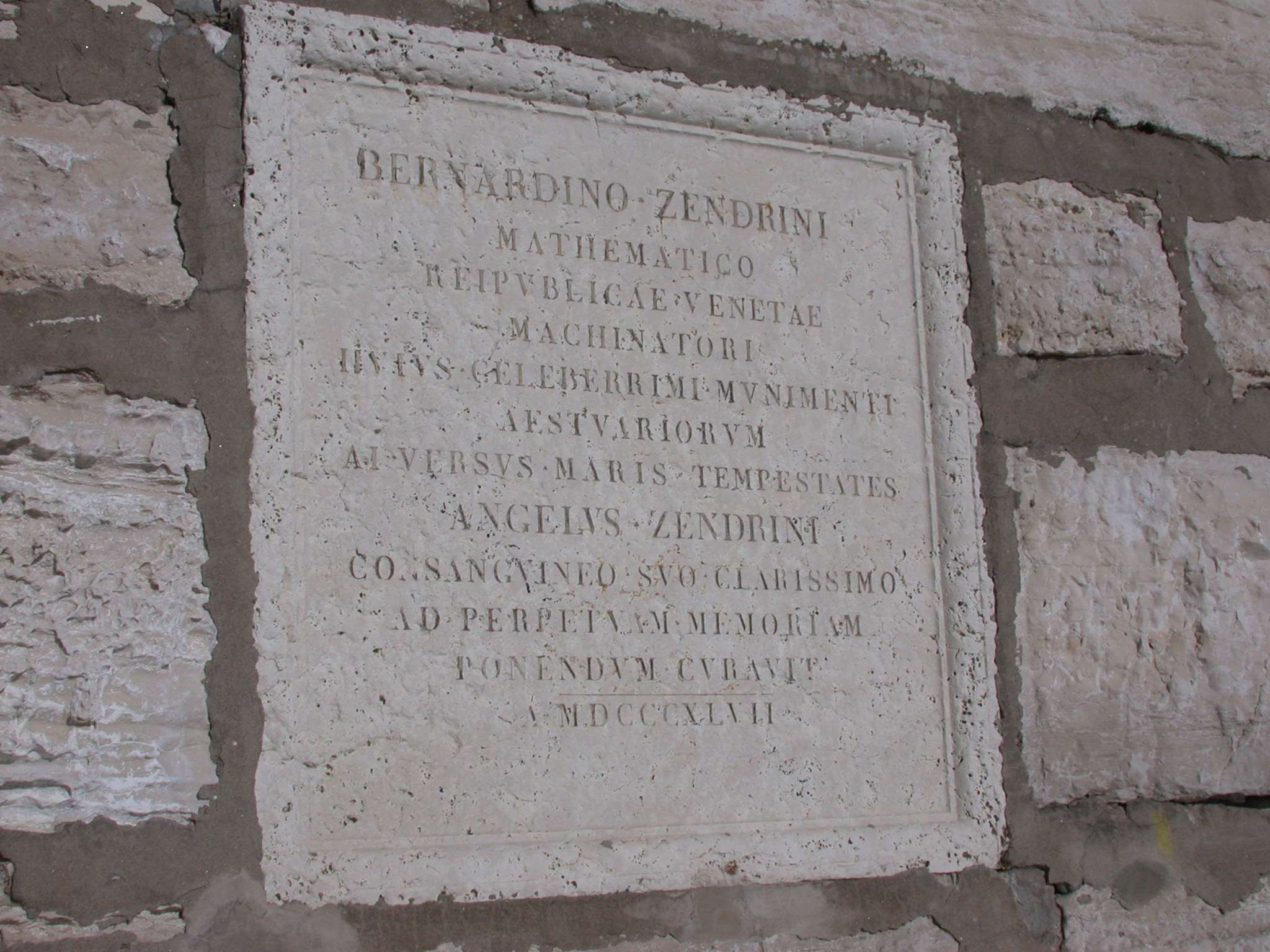
Gedenktafel zur Erinnerung an Bernardino Zendrini

Den Vorschlag zu diesem Bauwerk machte Vincenzo Maria Coronelli im Jahr 1716; die Ausführung übernahm Bernardino Zendrini. Die Vorgängerbauten, meist hölzerne Schutzwerke, mussten alle fünf Jahre erneuert werden, was eine hohe finanzielle und personelle Belastung für Venedig bedeutete. Zudem wurde Holz immer rarer. Schon gegen 1700 wurden Vorschläge gemacht, die hölzernen Palisaden durch steinerne zu ersetzen. Doch der istrische Stein, der in Venedig so vielfach Verwendung fand, konnte dem Salzwasser nicht standhalten. Daher griff man auf ein in Vergessenheit geratenes Material, die Puzzolane, zurück. Der Oberaufseher über die Gewässer, Flüsse und Lagunen Bernardino Zendrini hatte diesen Stein auf einer Dienstreise in die Toskana kennengelernt. Dort und in Kampanien hatte er gesehen, dass die Mischung im Salzwasser hart wie Stein wird.
Zendrini ließ zwei Meter hohe künstliche Klippen vor dem Bauwerk anlegen, dahinter liegt eine mäßig ansteigende Fläche von 6 m Länge. Erst danach stieß das Wasser auf eine 4 m hohe Mauer. Diese besteht aus istrischem Stein, der von Puzzolanerde zusammengehalten wird. Für die Pflege der Mauer waren Sassanti verantwortlich. Von 1744 bis 1755 entstanden etwa 4 km der Murazzi, weitere 1,2 km folgten, um Chioggia, die Stadt im Süden der Lagune zu schützen. Auf Zendrini folgte der Proto alle Acque Tommaso Temanza, der jedoch mit Finanzierungsproblemen und Versorgungsengpässen zu kämpfen hatte.
1825 und 1966 wurden die Bauwerke vom jeweiligen Rekordhochwasser in Mitleidenschaft gezogen. Heute werden sie mit verstärkten Wellenbrechern geschützt.